# Santang (socken i Kina, Hunan, lat 28,80, long 112,93)
Santang (kinesiska: 三塘, 三塘乡) är en socken i Kina. Den ligger i provinsen Hunan, i den södra delen av landet, omkring 67 kilometer norr om provinshuvudstaden Changsha. Antalet invånare är 20449. Befolkningen består av 9 614 kvinnor och 10 835 män. Barn under 15 år utgör 28,0 %, vuxna 15-64 år 63 %, och äldre över 65 år 8,0 %.
Genomsnittlig årsnederbörd är 1 683 millimeter. Den regnigaste månaden är maj, med i genomsnitt 292 mm nederbörd, och den torraste är december, med 45 mm nederbörd.